# Parazygiella carpenteri
Espèce
Synonymes
- Zygiella carpenteri Archer, 1951

Parazygiella carpenteri est une espèce d'araignées aranéomorphes de la famille des Araneidae.

## Distribution
Cette espèce est endémique des États-Unis. Elle se rencontre en Californie, en Oregon et au Washington.

## Description
La femelle holotype mesure 6,7 mm.
Le mâle decrit par Gertsch en 1964 mesure 5 mm.

## Systématique et taxinomie
Cette espèce a été décrite sous le protonyme Zygiella carpenteri par Archer en 1951. Elle est placée dans le genre Parazygiella par Wunderlich en 2004, dans le genre Zygiella par Gregorič, Agnarsson, Blackledge et Kuntner en 2015 puis dans le genre Parazygiella par Eskov et Marusik en 2024.

## Étymologie
Cette espèce est nommée en l'honneur de Stanley J. Carpenter.

## Publication originale
- Archer, 1951 : « Studies in the orbweaving spiders (Argiopidae). 1. » American Museum novitates, no 1487, p. 1-52 (texte intégral).